# Vestre Jakobselv
Vestre Jakobselv este o localitate din comuna Vadsø, provincia Finnmark, Norvegia, cu o suprafață de 0,81 km² și o populație de 550 locuitori (2013).